# ナスカ文化
ナスカ文化（ナスカぶんか：Nazca culture）は、紀元前後から800年頃まで現在のペルー共和国海岸地帯のナスカ市周辺に栄えた文化。
ナスカの地上絵で知られる。アンデス文明のうち、灌漑設備が整備され開拓の進んだ前期中間期ないし地方発展期にあたり、同時代のモチェ、カハマルカ、ティアワナコと並ぶ。宗教的中心（巡礼地であるとされる）は、ナスカ川流域のカワチ遺跡とされている。

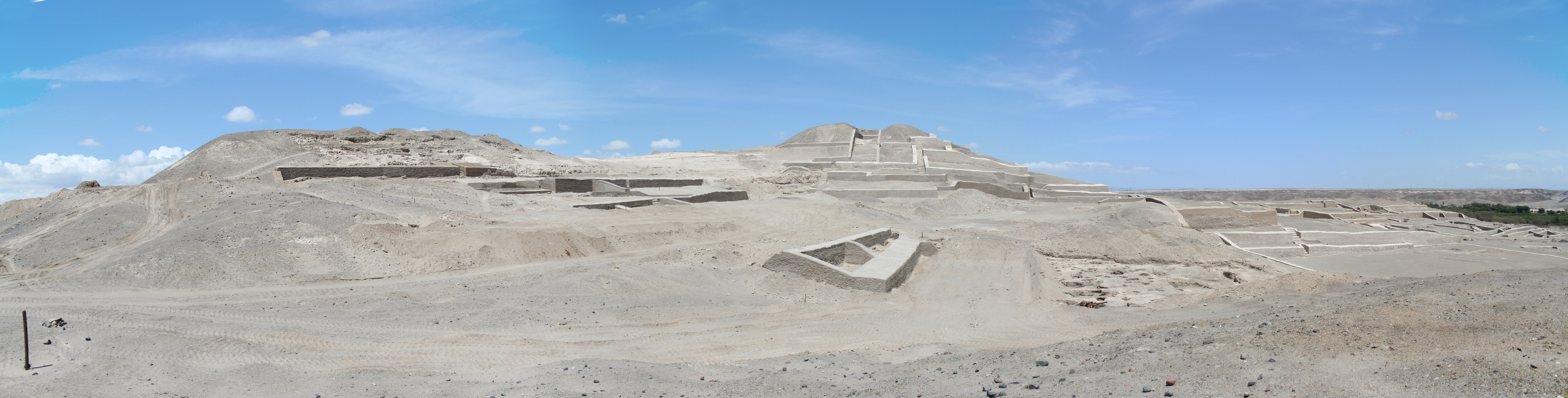
カワチ遺跡

## 当時の社会
狩猟や農業を主な生業とし、わずかに漁業も行う。初めは宗教的性格が強く、後に軍事的性格が強まる。奴隷制は見られないが、社会階層は厳格であったという。庶民は葦の骨組みに泥を塗ったキンチャと呼ばれる住居に住み、宗教的なピラミッドなどの公共建築物を築き、灌漑用水路を整備した。
生業のうち、農業では野菜として豆類、ライマメ（ライマビーン、リママメ）、トウモロコシ、トウガラシ、カボチャを、根菜ではジャガイモ、サツマイモ、アチラ、ヤーコン、果物ではグアバ、アボカドなどを栽培した。食用以外の栽培植物としては、ヒョウタンは網漁に用いる漁網の浮きとして栽培し、綿花やフジは布・建材として用いた。刺激興奮剤・医療用植物であるコカの葉も栽培した。
家畜利用はリャマ、アルパカ、モルモット、イヌのみが存在している。リャマは食肉、運搬、体毛を毛織物原材料として利用した他、宗教儀礼における生贄としても用いられた。アルパカは採毛用として用いられ、モルモットは儀礼用の動物で特別な機会に際して食用にされた。イヌやサル、オウムはペットとして飼育され、美術における意匠にも現れる。
漁業は海岸沿いの網漁、船を用いてエビ・カニ類、貝類、アザラシ・ラッコ類、海鳥など対象を捕獲した。漁法は手掴みの他、棍棒、石付き投げ縄である「ボラ」、槍などを用いた狩猟としての面も有する。捕鯨は行われないが、沿岸に打ち上げられたクジラの肉や骨格・歯は利用していた。

## 出土品

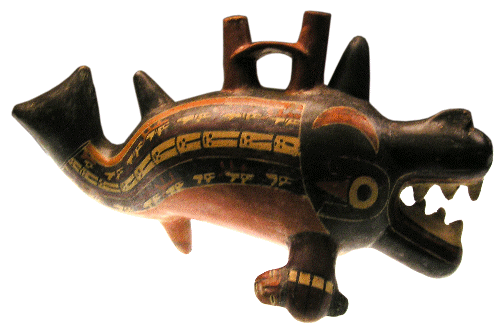
ナスカのシャチを象った土器。土器に象られた動物は地上絵にもみられる。

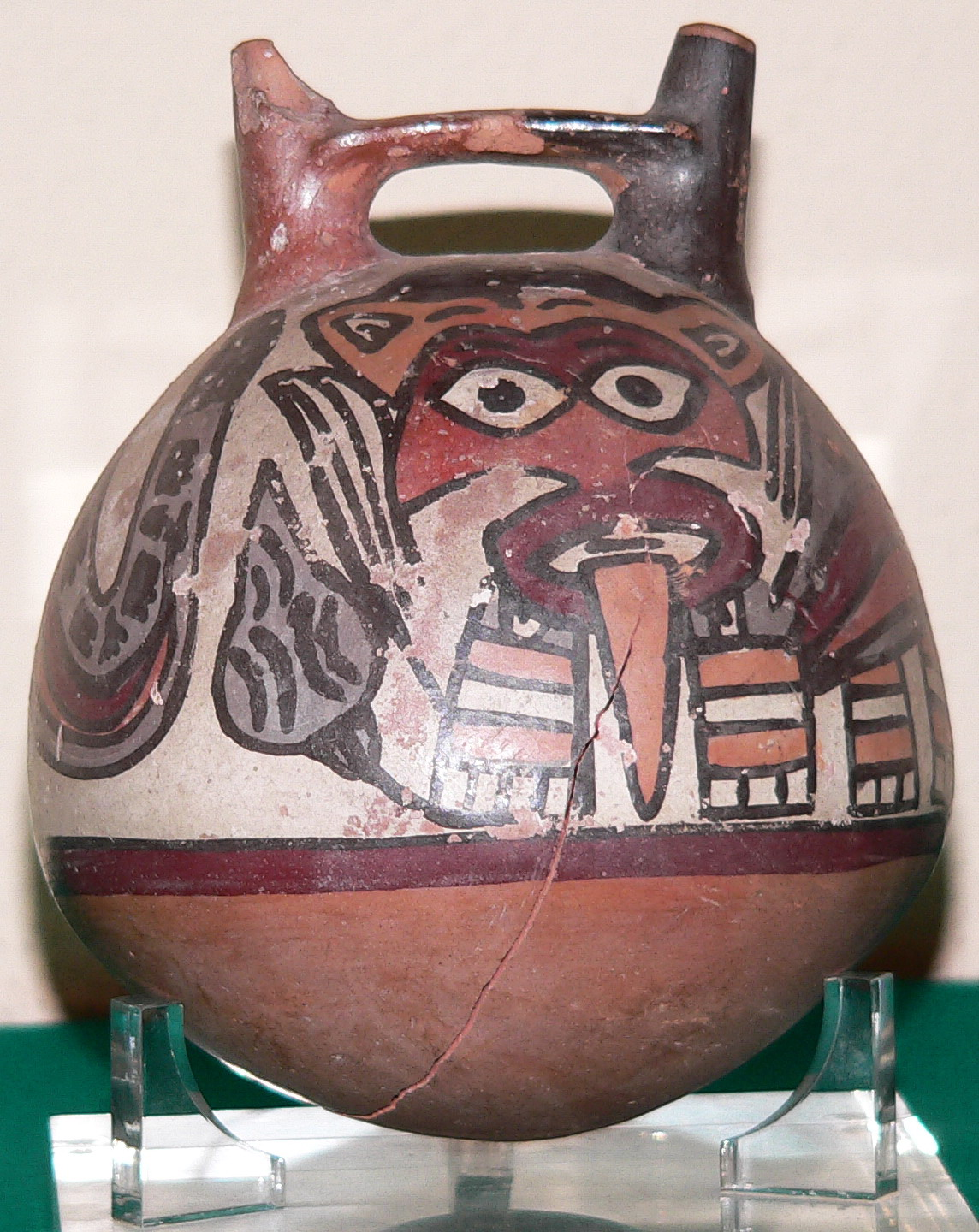
ナスカの典型的な双注口土器。舌を出す神話的存在を描く。紀元前後 - 400年頃

初期の土器や織物は前代のパラカス文化を継承しているため、同一の文化とみなす意見も強い。基本的にパラカスとナスカを分けるのは、主要伝達メディアが織物から土器に代わったことである。パラカス期から製作されていた、彩文土器や象形壺、双注口土器などの南海岸特有の器形はナスカ期をも特徴付けるものである。ナスカの土器は図像の特徴、器形、発掘コンテクスト等をもとに第1期から9期に分けられる。ただし、現在の研究では8－9期は山岳部から侵入したワリの影響が強く、ナスカ期独自とするかどうかは研究者の意見が分かれるところである。ナスカ初期の土器では、ｓ顔料彩色による焼成前着色の技法が使われ始める。
同じ初期の図像の特徴は動物や植物等の自然的表現、神話的表現の一つである神人同型図像(Mythical Creature)である。ナスカの特徴である「多彩色」土器はアンデス文明のなかでも屈指とされており、特に第3期から6期の土器には目を見張るものがある。第5期以降になるとメイン図像を描いた後の余白部分に、より細かい図像要素を使って埋めるような傾向が強まり、増殖的な表現が多くなる。また、戦いに関わる図像が増え、首級(Trophy Head)がしばしば描かれる。第7期になると前段階の文様をより省略したような図像となり、図像モチーフ自体の同定が難しくなる。さらに山岳部の影響を受けて土器の地色は白地から赤地となる。 

## ギャラリー

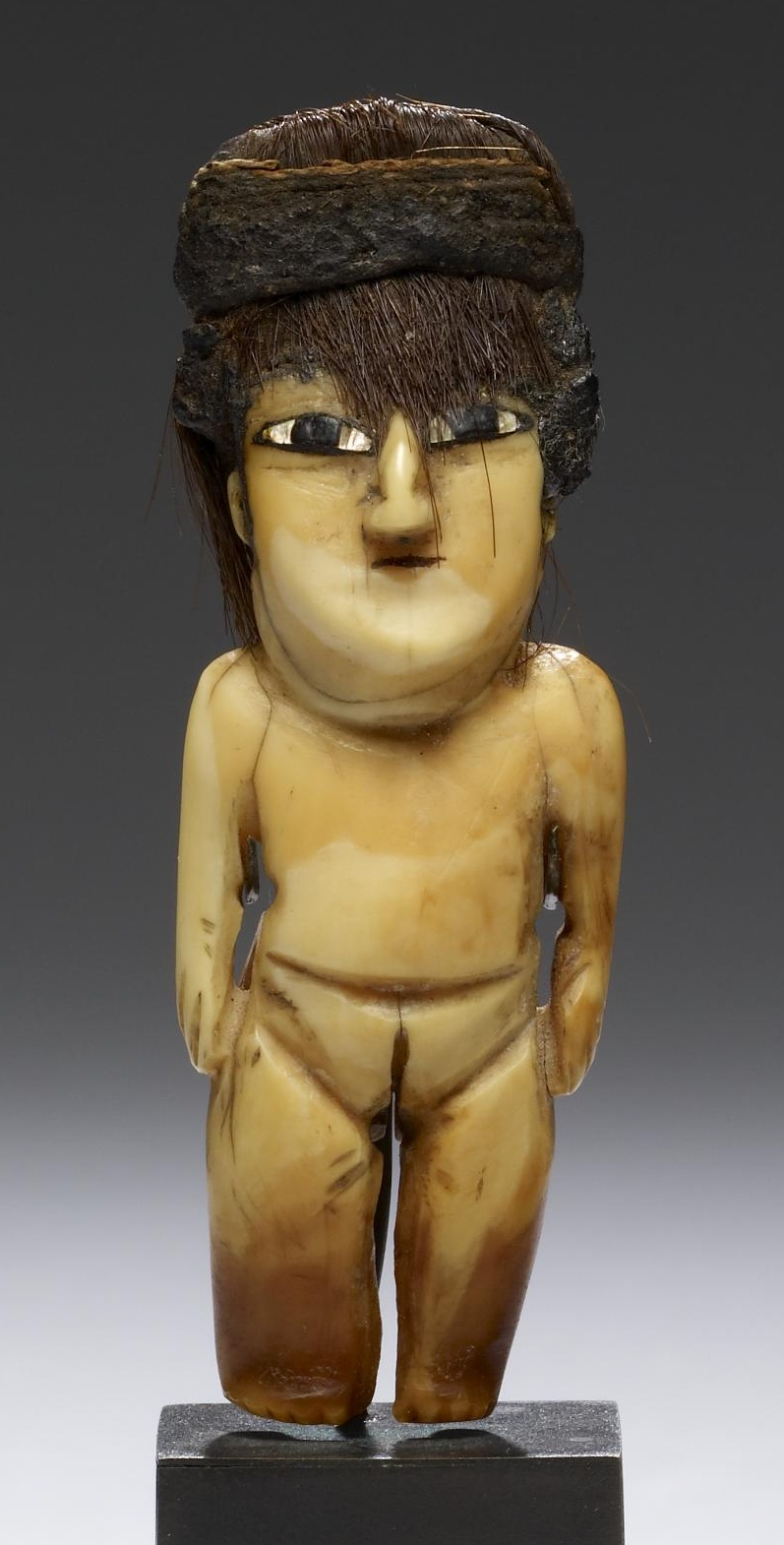
女性の彫像
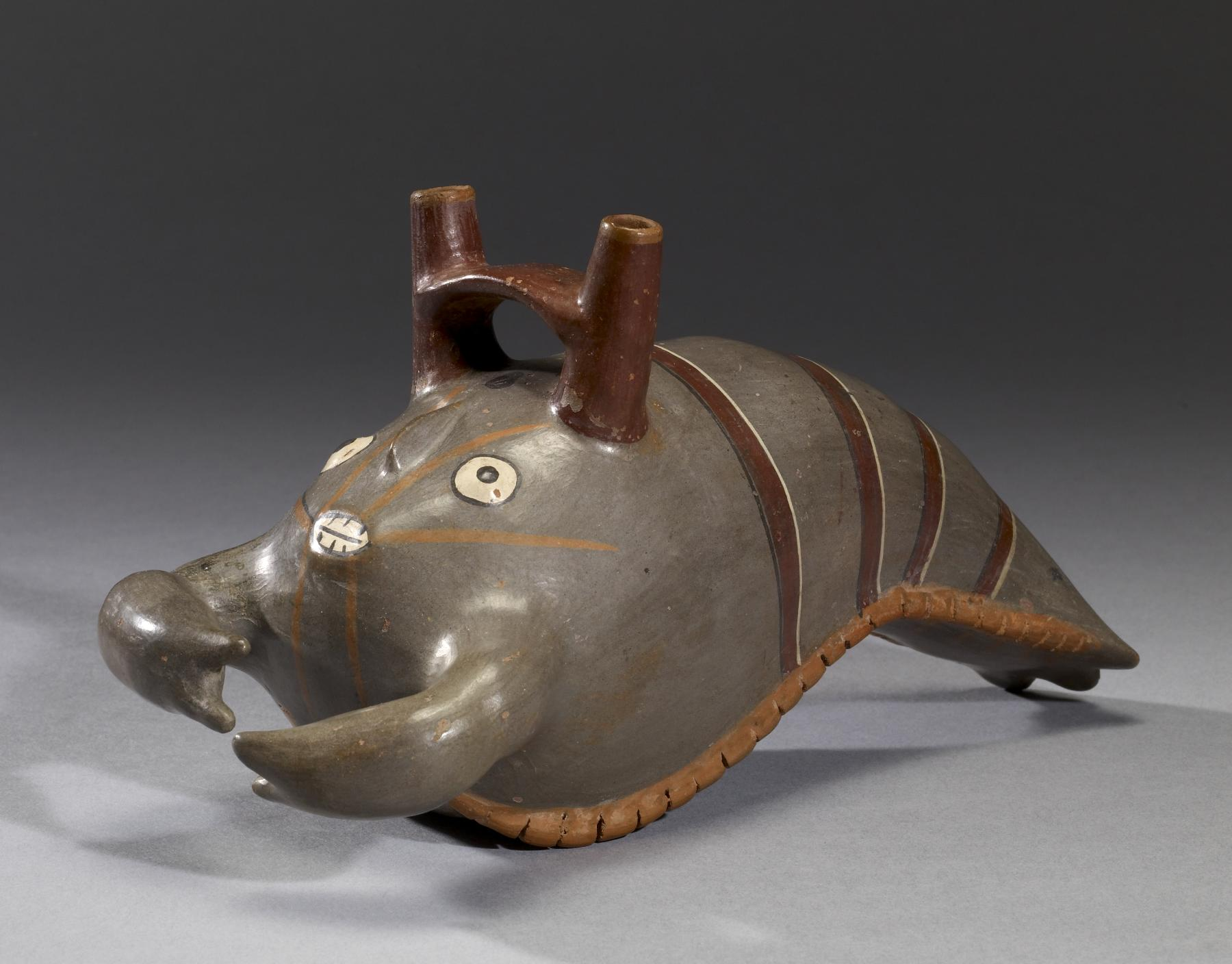
ロブスター容器
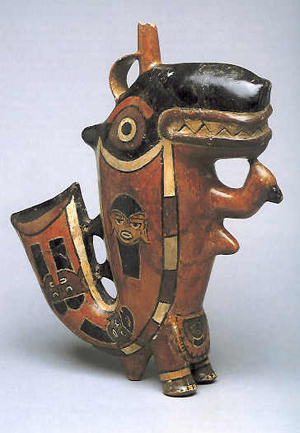
シャチの土器
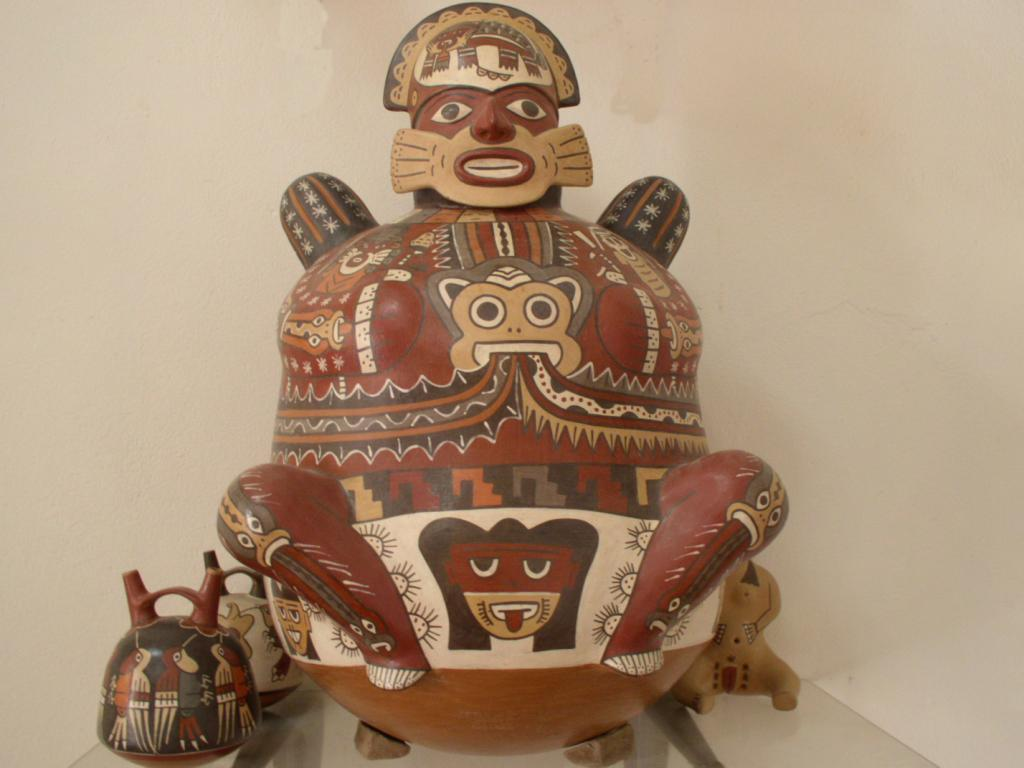
土器
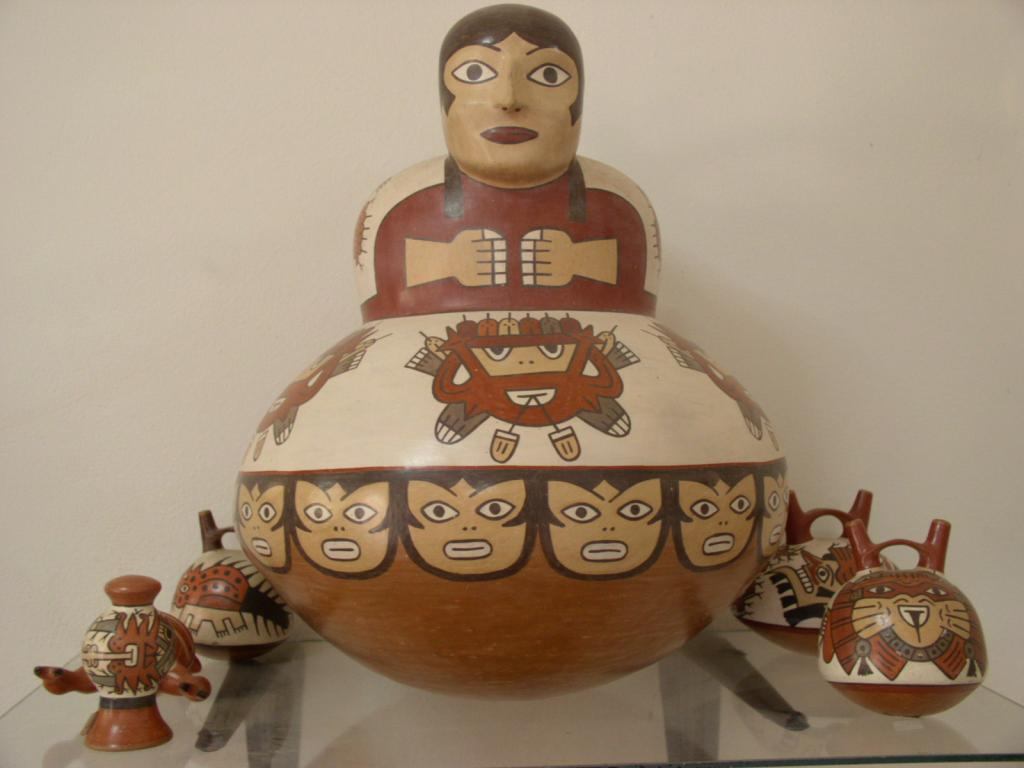
土器
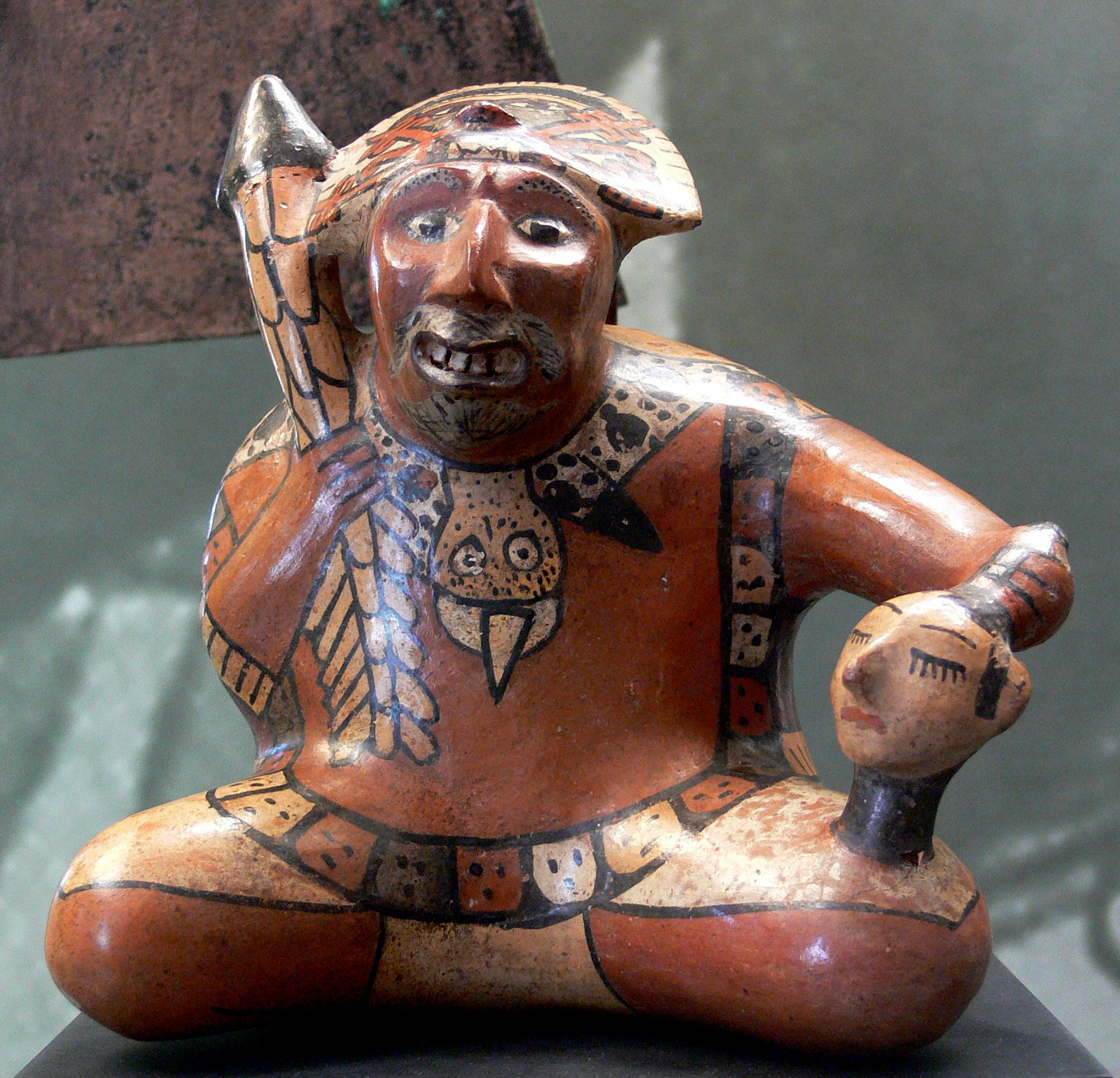
戦士
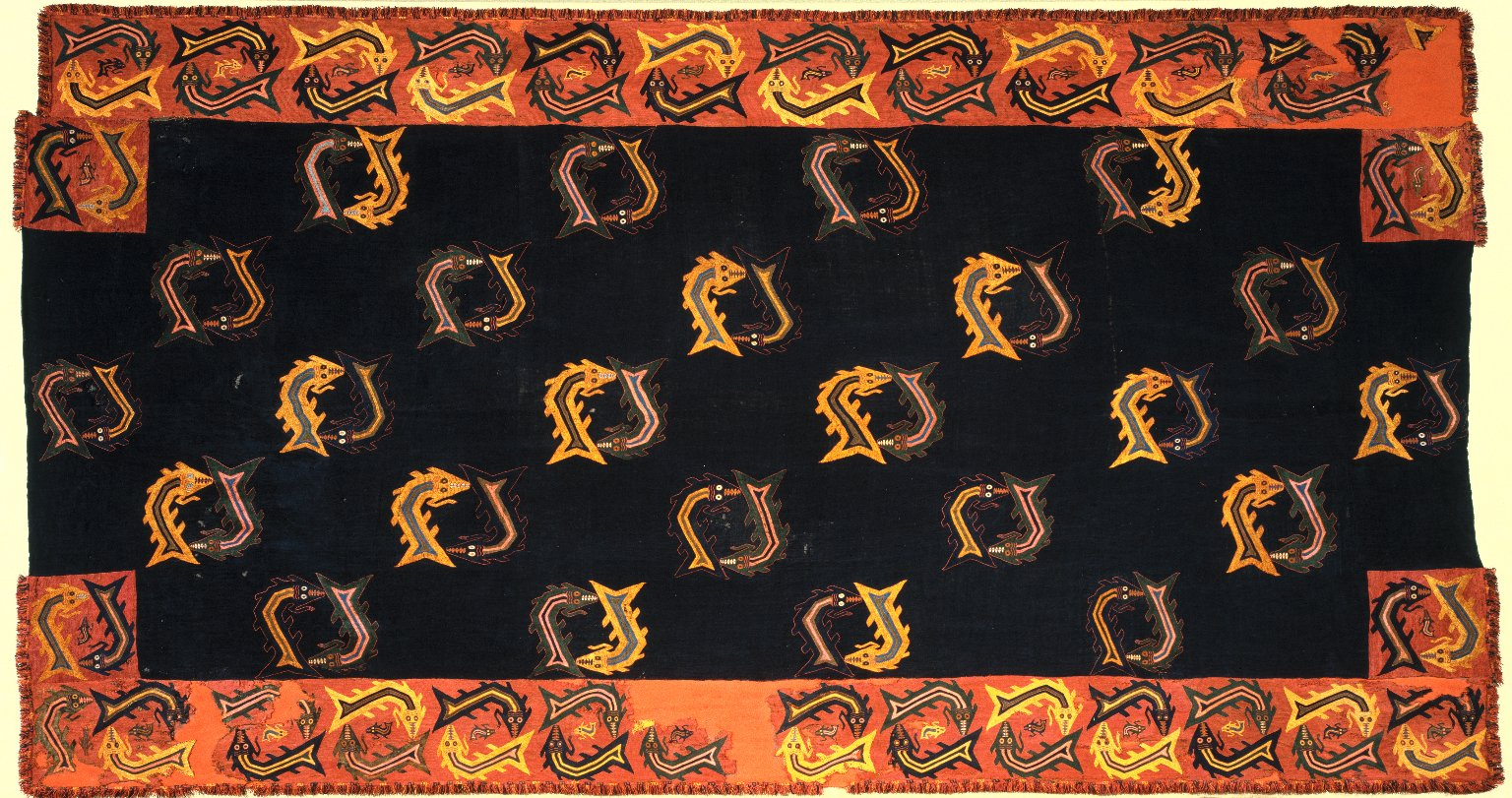
外套
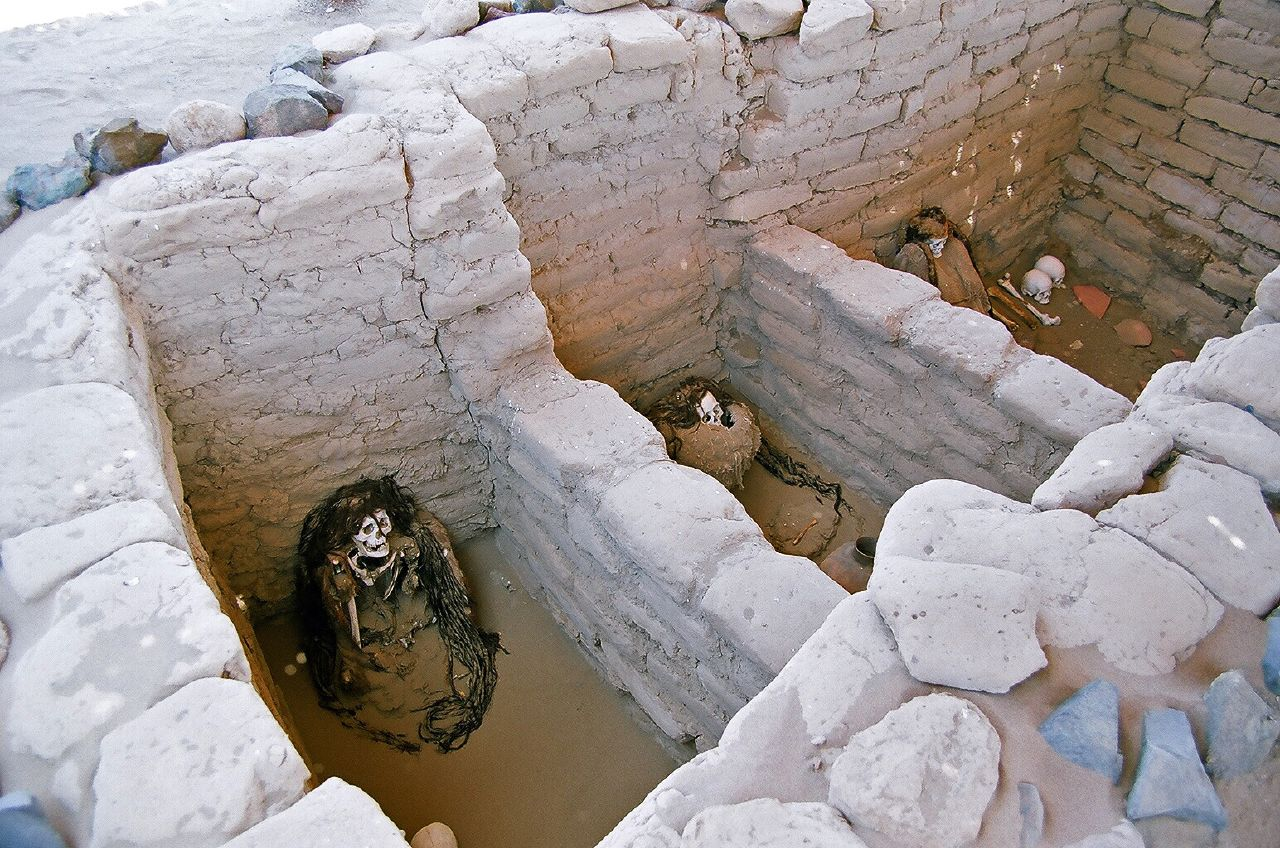
ミイラと墓
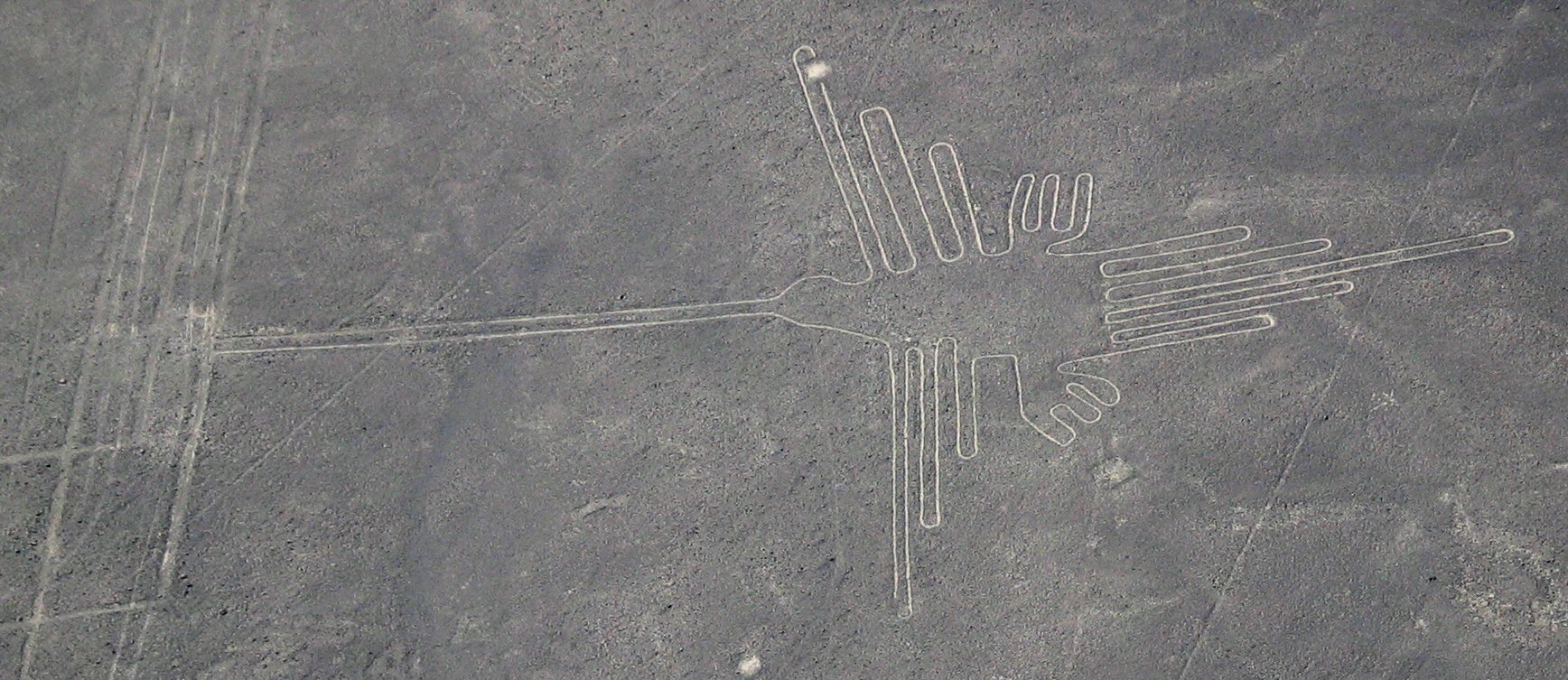
ナスカの地上絵(ハチドリ)